# Rhinella rubescens
Rhinella rubescens är en groddjursart som först beskrevs av Lutz 1925.  Rhinella rubescens ingår i släktet Rhinella och familjen paddor. IUCN kategoriserar arten globalt som livskraftig. Inga underarter finns listade i Catalogue of Life.